# Kuråstjärnen
Kuråstjärnen är en sjö i Bräcke kommun i Jämtland och ingår i Ljungans huvudavrinningsområde. Sjön har en area på 0,185 kvadratkilometer och ligger 397,2 meter över havet.

## Delavrinningsområde
Kuråstjärnen ingår i det delavrinningsområde (695846-145565) som SMHI kallar för Utloppet av Mellsjön. Medelhöjden är 403 meter över havet och ytan är 11,16 kvadratkilometer. Räknas de 11 avrinningsområdena uppströms in blir den ackumulerade arean 88,48 kvadratkilometer. Vaxsjöån som avvattnar avrinningsområdet har biflödesordning 3, vilket innebär att vattnet flödar genom totalt 3 vattendrag innan det når havet efter 239 kilometer. Avrinningsområdet består mestadels av skog (84 procent). Avrinningsområdet har 0,57 kvadratkilometer vattenytor vilket ger det en sjöprocent på 5,1 procent.